# Google Vidéos

Logo de Google Video Beta (États-Unis)

Google Vidéos était un service d'hébergement de vidéos gratuit proposé par Google du 12 juillet 2006 au 29 avril 2011.

## Description
Pour utiliser Google Vidéos, l'utilisateur saisissait des mots clés, et l'algorithme affichait les vidéos sur http://video.google.fr liées à ces mots.
Les vidéos provenaient de Google Video, avec un lecteur vidéo "Google Video Viewer" pour Internet Explorer et Firefox. La vidéo, au format « gvi », était lue uniquement avec le lecteur Google, mais pouvait aussi être lue avec Adobe Flash Player 7.0+.
Google Video proposait des vidéos payantes (clips, films, séries de ABC, NBC, CNN) et gratuites mises en ligne par les utilisateurs via le "Google Video Uploader" après création d'un compte Google,.
Il était possible d'inclure et de télécharger la vidéo au format Mac, iPod vidéo, et PlayStation Portable,.
Les utilisateurs pouvaient modifier les caractéristiques des vidéos et consulter les statistiques de vues et téléchargements.
Le site proposait un top 100 des vidéos les plus regardées et un classement par type.

## Fermeture
Le 9 octobre 2006, Google rachète YouTube pour un montant de 1,65 milliard de dollars en actions, ce qui constitue à l'époque la plus grosse opération d'acquisition de Google (montant dépassé depuis le rachat de DoubleClick). Au terme de cet accord, YouTube conservera son nom, ainsi que ses 67 employés, dont les cofondateurs Chad Hurley et Steve Chen.
Le blog officiel de Google Video a annoncé le 14 janvier 2009 que l'envoi de vidéos serait suspendu dans quelques mois. Le 16 avril 2011, Google a annoncé par e-mail à ses utilisateurs la suppression des vidéos en ligne à partir du 13 mai, les encourageant à migrer les contenus vers la plateforme YouTube.